# Cratere Catalina
Catalina è un cratere sulla superficie di 25143 Itokawa.